# Lisa Grub
Lisa Grub (nacida Lisa Müller; Weingarten, 20 de septiembre de 1992) es una deportista alemana que compite en tiro, en la modalidad de rifle.
Ganó una medalla de oro en el Campeonato Mundial de Tiro de 2018 y cinco medallas en el Campeonato Europeo de Tiro entre los años 2015 y 2025.

## Palmarés internacional
| Campeonato Mundial | Campeonato Mundial       | Campeonato Mundial | Campeonato Mundial          |
| Año                | Lugar                    | Medalla            | Prueba                      |
| ------------------ | ------------------------ | ------------------ | --------------------------- |
| 2018               | Changwon (Corea del Sur) | Medalla de oro     | Rifle 3 posiciones 300 m    |
| Campeonato Europeo |                          |                    |                             |
| Año                | Lugar                    | Medalla            | Prueba                      |
| 2015               | Maribor (Eslovenia)      | Medalla de oro     | Rifle 3 posiciones 300 m    |
| 2015               | Maribor (Eslovenia)      | Medalla de oro     | Rifle en pos. tendida 300 m |
| 2017               | Bakú (Azerbaiyán)        | Medalla de plata   | Rifle 3 posiciones 300 m    |
| 2022               | Zagreb (Croacia)         | Medalla de oro     | Rifle 3 posiciones 300 m    |
| 2025               | Châteauroux (Francia)    | Medalla de plata   | Rifle 3 posiciones 300 m    |